# Mens, Isère
Mens là một xã thuộc tỉnh Isère trong vùng Rhône-Alpes đông nam nước Pháp. Xã này nằm ở khu vực có độ cao từ 612-1929 mét trên mực nước biển. Theo điều tra dân số năm 2006 của INSEE có dân số là 51 người.
Các xã giáp ranh: Saint-Sébastien, Saint-Jean-d'Hérans, Cornillon-en-Trièves, Prébois và Saint-Baudille-et-Pipet.